# Vire-sur-Lot
Vire-sur-Lot ist eine französische Gemeinde mit 344 Einwohnern (Stand 1. Januar 2022) im Département Lot in der Region Okzitanien. Sie gehört zum Kanton Puy-l’Évêque und zum Arrondissement Cahors.
Die Gemeinde liegt am linken Ufer des Flusses Lot.
Nachbargemeinden sind Duravel im Norden, Puy-l’Évêque im Osten, Floressas im Süden, Lacapelle-Cabanac im Südwesten und Touzac im Westen.

## Bevölkerungsentwicklung
| Jahr      | 1962 | 1968 | 1975 | 1982 | 1990 | 1999 | 2008 | 2018 |
| --------- | ---- | ---- | ---- | ---- | ---- | ---- | ---- | ---- |
| Einwohner | 383  | 368  | 354  | 351  | 354  | 322  | 361  | 348  |